# Kamouraska (Quebec)
Kamouraska egy település a Szent Lőrinc-folyó déli partján a Bas-Saint-Laurent régióban, Québec szövetségi államban, Kanadában. Kamouraska Regionális megye része. A Québec Legszebb Falvai Szervezet szerint benne van a húsz legszebb Québec állam területén lévő településben.

## Története
A területen legelőször a 17. században jött létre település. Az angolnahalászatnak hosszú múltra visszatekintő hagyományai vannak a vidéken, sőt egyenesen a környék angolnahalászási központja.
Kamouraska Kanada szempontjából több fontos személynek is otthont adott.
Itt élt a kanadai himnusz, az "O Canadada "második, francia változatának szerzője, Basile-Adophe Routhier 1864-től 1891-ig.
Az antikatolikus Charles Chiniquy is itt született 1809-ben.
A Québec Legislative Assembly for Kamouraska tagja René Chaloult(1901-1978)volt, aki az egyetlen jelentősebb lobbista volt abban az ügyben, hogy Québec állam a saját zászlaját, a fleur-de-lis-t használhassa, melyet 1948-ban Maurice Duplessis kormánya fogadott el.
Szintén Kamouraska adott otthont Louis-Pascal-Achille Taché meggyilkolásának is. Az eset inspirálta Anne Hébert írónőt Kamouraska című 1970-es novellájának megírására is, melyből 1973-ban Claude Jutra filmet is készített.
Szintén Kamouraska volt az otthona Marie-Louise Meilleur-nak is, aki 1997 és 98 közt a világ legidősebb embere címet viselhette 117 életévével a háta mögött.

## Élővilága
A folyó mentén egy sós mocsár található és a falu mellett pedig egy ökológiai rezervátum helyezkedik el. A mocsár kiváló fészkelőhelyet biztosít a vándormadarak számára. A folyó sziklái remek fészkelőhelyet kínálnak a Perigen sólymok, a kormoránok és a Nagy kékgémek számára.
Gyakran fókák is felbukkannak a környéken. Az év bizonyos szakában a mocsárból előrajzó szúnyogok rendkívül agresszívek tudnak lenni.

## Infrastruktúra
A település elérhető a 20-as autóúton keresztül és a 132-es út is keresztülvág a községen.
Kamouraska nevének jelentése algonquin nyelven annyit tesz, mint: ahol bokrok nőnek a víz szélén.

## Fordítás
- Ez a szócikk részben vagy egészben  a   Kamouraska, Québec című angol Wikipédia-szócikk ezen változatának fordításán alapul.  Az eredeti cikk szerkesztőit annak laptörténete sorolja fel. Ez a jelzés csupán a megfogalmazás eredetét és a szerzői jogokat jelzi, nem szolgál a cikkben szereplő információk forrásmegjelöléseként.